# Technical Exponents
Die Technical Exponents Ltd. war ein britischer Automobilhersteller, der 1967–1975 in London SW6 ansässig war. Dort wurden Sportwagen unter dem Namen TX hergestellt.
1967 wurde der Tripper 1300 herausgebracht. Er beruhte auf den mechanischen Komponenten des Triumph Spitfire und war daher mit einem obengesteuerten Vierzylinder-Reihenmotor mit 1,3 l Hubraum ausgestattet, der 61 bhp (45 kW) bei 5.500 min−1 abgab. Der Wagen war entweder auf dem Originalchasses oder auf einem TX-Chassis mit 2.108 mm Radstand erhältlich.
1968 kamen die Modelle Tripper 2000 und Tripper 2500 dazu, die auf den mechanischen Komponenten des Triumph GT6 basierten. Der Tripper 2000 hatte einen Reihensechszylindermotor mit 2,0 l Hubraum und einer Leistung von 104 bhp (76,5 kW) bei 5.300 min−1. Im Falle des Tripper 2500 stammte der Motor vom Triumph 2.5 PI, ein Sechszylinder-Einspritzmotor mit 2,5 l Hubraum und einer Leistung von 132 bhp (97 kW) oder 152 bhp (112 kW). Beide Wagen konnten mit dem Chassis des GT6 oder dem oben genannten TX-Chassis geordert werden.
1975 wurde die Fertigung beendet, da die entsprechenden Triumph-Modelle ausgelaufen waren.

## Modelle
| Modell       | Bauzeitraum | Zylinder | Hubraum  | Leistung                | bei Drehzahl | Radstand |
| ------------ | ----------- | -------- | -------- | ----------------------- | ------------ | -------- |
| Tripper 1300 | 1967–1974   | 4 Reihe  | 1296 cm³ | 61 bhp (45 kW)          | 5500 min−1   | 2108 mm  |
| Tripper 2000 | 1968–1973   | 6 Reihe  | 1998 cm³ | 104 bhp (76,5 kW)       | 5300 min−1   | 2108 mm  |
| Tripper 2500 | 1968–1975   | 6 Reihe  | 2498 cm³ | 132–152 bhp (97–112 kW) |              | 2108 mm  |